# Autreppes
Autreppes település Franciaországban, Aisne megyében. Lakosainak száma 176 fő (2022. január 1.). Autreppes Erloy, Haution, Laigny, Saint-Algis és Sorbais községekkel határos.

## Népesség
A település népességének változása:
| Lakosok száma | 232  | 184  | 150  | 175  | 177  | 179  | 178  | 180  | 176  | 176  |
|               | 1968 | 1982 | 1990 | 2006 | 2013 | 2015 | 2017 | 2019 | 2020 | 2022 |